# Коко Вандевей
Коко Вандевей (англ. CoCo Vandeweghe, 6 грудня 1991) — американська тенісистка, переможниця Відкритого чемпіонату США в парному розряді
Коко народилася в Нью-Йорку й почала грати в теніс зі своїм старшим братом Бо. На юніорському рівні вона виграла Відкритий чемпіонат США 2008 серед дівчат і досягала 15-го місця в світовому рейтингу.  У турнірах WTA Вандевей виступає з 2007 року, а вперше виграла матч 2009 року. Першу перемогу в турнірах WTA Вандевей здобула в червні 2014 року на Rosmalen Grass Court Championships у нідерландському місті Гертогенбос. Вона виграла цей турнір також 2016 року. 
Вона була фіналісткою Відкритого чемпіонату Австралії 2016 у міксті разом із румуном Горією Текеу. 
У листопаді 2017 року Вандевей вперше піднялася до чільної десятки рейтингу WTA. 
Перший титул Великого шолома Вандевей здобула в парному розряді, граючи разом із австралійкою Ешлі Барті на Відкритому чемпіонаті США 2018 року.
Для гри Вандервей характерна сильна подача, плоский і топ-спін форхенд, сильний дворучний бекхенд. Вона використовує зліва також підсічки. Недоліками її гри є мала рухливість і низька витривалість.

### Фінали турнірів Великого шолома

#### Парний розряд: 1 титул
| Результат | Рік  | Турнір  | Поверхня | Партнерка  | Супротивниці                    | Рахунок                 |
| --------- | ---- | ------- | -------- | ---------- | ------------------------------- | ----------------------- |
| Перемога  | 2018 | US Open | Хард     | Ешлі Барті | Тімеа Бабош Крістіна Младенович | 3–6, 7–6(7–2), 7–6(8–6) |

#### Мікст: 2 фінали
| Результат | Рік  | Турнір          | Поверхня | Партнер     | Супротивники               | Рахунок          |
| --------- | ---- | --------------- | -------- | ----------- | -------------------------- | ---------------- |
| Поразка   | 2016 | Australian Open | Хард     | Горія Текеу | Олена Весніна Бруно Соарес | 4–6, 6–4, [5–10] |
| Поразка   | 2016 | US Open         | Хард     | Ражів Рам   | Лаура Зігемунд Мате Павич  | 4–6, 4–6         |

## Фінали турнірів WTA

### Одиночний розряд: 3 (2-1)
| Результат | №  | Дата           | Турнір                                    | Поверхня | Супротивниця        | Рахунок  |
| --------- | -- | -------------- | ----------------------------------------- | -------- | ------------------- | -------- |
| Поразка   | 1. | 15 липня 2012  | Bank of the West Classic, Стенфорд, США   | Хард     | Серена Вільямс      | 5–7, 3–6 |
| Перемога  | 1. | 21 червня 2014 | Topshelf Open, 'с-Гертогенбос, Нідерланди | Трава    | Чжен Цзє            | 6–2, 6–4 |
| Перемога  | 2. | 12 червня 2016 | Ricoh Open, 'с-Гертогенбос, Нідерланди    | Трава    | Крістіна Младенович | 7–5, 7–5 |

### Парний розряд: 2 (1–1)
| Результат | №  | Дата            | Турнір                                  | Поверхня | Партнерка           | Супротивниці                  | Рахунок          |
| --------- | -- | --------------- | --------------------------------------- | -------- | ------------------- | ----------------------------- | ---------------- |
| Перемога  | 1. | 20 березня 2016 | BNP Paribas Open, Індіан-Веллс, США     | Хард     | Бетані Маттек-Сендс | Юлія Ґерґес Кароліна Плішкова | 4–6, 6–4, [10–6] |
| Поразка   | 1. | 21 серпня 2016  | Western & Southern Open, Цинцинаті, США | Хард     | Мартіна Хінгіс      | Саня Мірза Барбора Стрицова   | 5–7, 4–6         |

## Зовнішні посилання
- Досьє на сайті WTA [Архівовано 19 лютого 2015 у Wayback Machine.]

1. 1 2 3  https://www.asics.com/pt/pt-pt/coco-vandeweghe/
2. 1 2  Player Profile // WTA website